# Finska kemistsamfundet
Finska kemistsamfundet (finska: Suomen kemistiseura) är en finländsk (svenskspråkig) kemistförening. 
Finska kemistsamfundet grundades 1891 i Helsingfors och 1919 bildades underavdelningen Kemiska sällskapet i Åbo. År 1937 bildade samfundet, tillsammans med det finskspråkiga Suomalaisten kemistien seura samarbetsorganisationen Centralrådet för Finlands kemister, vilket 1970 ersattes av Kemiska sällskapet i Finland. Samfundet utgav 1893–1973 tidskriften Finska kemistsamfundets meddelanden.